# Molfsee
Molfsee är en kommun och ort i Kreis Rendsburg-Eckernförde i förbundslandet Schleswig-Holstein i Tyskland.
Kommunen ingår i kommunalförbundet Amt Molfsee tillsammans med ytterligare fem kommuner.